# Micrococcus longispinus
Micrococcus longispinus är en insektsart som beskrevs av Miller och Williams 1995. Micrococcus longispinus ingår i släktet Micrococcus och familjen Micrococcidae.
Artens utbredningsområde är Tunisien. Inga underarter finns listade i Catalogue of Life.